# Рикріолл (Орегон)
Рикріолл (англ. Rickreall) — переписна місцевість (CDP) в США, в окрузі Полк штату Орегон. Населення — 76 осіб (2020).

## Географія
Рикріолл розташований за координатами 44°55′55″ пн. ш. 123°14′4″ зх. д. / 44.93194° пн. ш. 123.23444° зх. д. (44.931894, -123.234360).  За даними Бюро перепису населення США в 2010 році переписна місцевість мала площу 0,44 км², уся площа — суходіл.

## Демографія
Згідно з переписом 2010 року, у переписній місцевості мешкало 77 осіб у 27 домогосподарствах у складі 21 родини. Густота населення становила 174 особи/км².  Було 27 помешкань (61/км²).
Расовий склад населення:
| - 93,5 % — білих - 3,9 % — корінних американців |

До двох чи більше рас належало 2,6 %. Частка іспаномовних становила 2,6 % від усіх жителів.
За віковим діапазоном населення розподілялося таким чином: 32,5 % — особи молодші 18 років, 51,9 % — особи у віці 18—64 років, 15,6 % — особи у віці 65 років та старші. Медіана віку мешканця становила 36,5 року. На 100 осіб жіночої статі у переписній місцевості припадало 83,3 чоловіків;  на 100 жінок у віці від 18 років та старших — 79,3 чоловіків також старших 18 років.
Цивільне працевлаштоване населення становило 20 осіб. Основні галузі зайнятості: будівництво — 100,0 %.